# The Little Shepherd of Kingdom Come (film 1928)
The Little Shepherd of Kingdom Come è un film muto del 1928 diretto da Alfred Santell.

## Produzione
Il film fu prodotto da Alfred Santell con la supervisione di Henry Hobart per la First National Pictures

## Distribuzione
Il film uscì nelle sale cinematografiche USA l'8 aprile 1928, presentato da Richard A. Rowland e distribuito dalla First National Pictures.

### Date di uscita
- USA	8 aprile 1928
- Finlandia	5 novembre 1928

Alias
- Kentucky Courage	(indefinito)

## Altre versioni
Il romanzo originale  (1903) di John Fox Jr. ha dato spunto a tre versioni cinematografiche:
- The Little Shepherd of Kingdom Come di Wallace Worsley
- The Little Shepherd of Kingdom Come di Alfred Santell (1928) (romanzo)
- The Little Shepherd of Kingdom Come di Andrew V. McLaglen (1961) (storia)